# Moonflower
Moonflower je studijski album in album v živo, skupine Santana, ki je izšel leta 1977. Album vsebuje tako studijske kot žive posnetke. To je verjetno najpopularnejši album v živo skupine, ker predhodni živi album, Lotus, do 90. let v ZDA sploh ni izšel. Na albumu lahko slišimo zmes fuzije latin rocka in blues rocka konca 60. let in začetka 70. let ter eksperimentalnega jazza in jazz fusiona, ki opiše zvok skupine v sredini 70. let. Živi posnetki so bili posneti med promocijsko turnejo skupine za album Festival.
Priredba skladbe »She's Not There«, skupine Zombies iz sredine 60. let, je izšla kot single in dosegla 27. mesto lestvice Billboard Hot 100. To je bil prvi single skupine, uvrščen med top 40 po singlu »No One to Depend On«, z albuma Santana III ki je izšel leta 1972 in je dosegel 36. mesto. Album se je uvrstil na 10. mesto lestvice Billboard 200, prejel je tudi platinast certifikat in je zadnji album skupine s platinastim certifikatom do albuma Supernatural, ki je izšel leta 1999.

## Seznam skladb
| Stran 1 | Stran 1                                | Stran 1                       | Stran 1 |
| Št.     | Naslov                                 | Pisec                         | Dolžina |
| ------- | -------------------------------------- | ----------------------------- | ------- |
| 1.      | „Dawn/Go Within‟ (studijski posnetek)  | Tom Coster, Carlos Santana    | 2:44    |
| 2.      | „Carnaval‟ (v živo)                    | Coster, Santana               | 2:17    |
| 3.      | „Let the Children Play‟ (v živo)       | Leon Patillo, Santana         | 2:37    |
| 4.      | „Jugando‟ (v živo)                     | José "Chepito" Areas, Santana | 2:09    |
| 5.      | „I'll Be Waiting‟ (studijski posnetek) | Santana                       | 5:20    |
| 6.      | „Zulu‟ (studijski posnetek)            | Coster, Santana               | 3:25    |

| Stran 2 | Stran 2                                          | Stran 2                               | Stran 2 |
| Št.     | Naslov                                           | Pisec                                 | Dolžina |
| ------- | ------------------------------------------------ | ------------------------------------- | ------- |
| 1.      | „Bahia‟ (studijski posnetek)                     | Coster, Santana                       | 1:37    |
| 2.      | „Black Magic Woman/Gypsy Queen‟ (v živo)         | Peter Green, Gábor Szabó              | 6:32    |
| 3.      | „Dance Sister Dance (Baila Mi Hermana)‟ (v živo) | Leon Chancler, Coster, David Rubinson | 7:45    |
| 4.      | „Europa (Earth's Cry Heaven's Smile)‟ (v živo)   | Coster, Santana                       | 6:07    |

| Stran 3 | Stran 3                                         | Stran 3                                                       | Stran 3 |
| Št.     | Naslov                                          | Pisec                                                         | Dolžina |
| ------- | ----------------------------------------------- | ------------------------------------------------------------- | ------- |
| 1.      | „She's Not There‟ (studijski posnetek)          | Rod Argent                                                    | 4:09    |
| 2.      | „Flor d'Luna (Moonflower)‟ (studijski posnetek) | Coster                                                        | 5:01    |
| 3.      | „Soul Sacrifice/Head, Hands & Feet‟ (v živo)    | Santana, Gregg Rolie, David Brown, Marcus Malone, Graham Lear | 14:01   |

| Stran 4 | Stran 4                               | Stran 4                                                          | Stran 4 |
| Št.     | Naslov                                | Pisec                                                            | Dolžina |
| ------- | ------------------------------------- | ---------------------------------------------------------------- | ------- |
| 1.      | „El Morocco‟ (studijski posnetek)     | Coster, Santana                                                  | 5:05    |
| 2.      | „Transcendence‟ (studijski posnetek)  | Santana                                                          | 5:13    |
| 3.      | „Savor/Toussaint L'Overture‟ (v živo) | Santana, Rolie, Brown, Michael Shrieve, Michael Carabello, Areas | 12:56   |

| Bonus skladbe (2003) | Bonus skladbe (2003)                     | Bonus skladbe (2003) | Bonus skladbe (2003) |
| Št.                  | Naslov                                   | Pisec                | Dolžina              |
| -------------------- | ---------------------------------------- | -------------------- | -------------------- |
| 1.                   | „Black Magic Woman‟ (studijski posnetek) | Green                | 2:37                 |
| 2.                   | „I'll Be Waiting‟ (studijski posnetek)   | Santana              | 3:12                 |
| 3.                   | „She's Not There‟ (studijski posnetek)   | Argent               | 3:19                 |

## Glasbeniki
- Greg Walker – vokal
- Carlos Santana – kitara, vokal, tolkala
- Tom Coster – klaviature
- Pablo Tellez – bas, vokal (živi posnetki)
- David Margen – bas (studijski posnetki)
- Graham Lear – bobni
- Raul Rekow – tolkala
- José "Chepito" Areas – tolkala (živi posnetki)
- Pete Escovedo – tolkala (studijski posnetki)